# Myrcia liesneri
Myrcia liesneri är en myrtenväxtart som beskrevs av Bruce K. Holst. Myrcia liesneri ingår i släktet Myrcia och familjen myrtenväxter. Inga underarter finns listade i Catalogue of Life.